# Secretario de Estado (España)
El secretario de Estado, en España, es una figura de la Administración General del Estado intermedia entre el ministro y el subsecretario que actúa como un verdadero viceministro. Se creó por el Real Decreto 1558/1977, de 4 de julio, para conformar la estructura del primer gobierno posterior a las primeras elecciones democráticas (15 de junio de 1977), presidido por Adolfo Suárez.
El secretario de Estado ejerce respecto a su Departamento, la iniciativa, dirección, inspección de todos los servicios del Departamento y la alta inspección de todos los servicios del Departamento. El secretario de Estado también puede disponer de los gastos propios de los servicios de su Departamento no reservados a la competencia del Consejo de Ministros, dentro del importe de los créditos autorizados, e interesar del Ministerio de Hacienda la ordenación de los gastos correspondientes.
Los secretarios de Estado tuvieron un protagonismo histórico inesperado el 23 de febrero de 1981 con motivo del intento de golpe de Estado (23-F) que mantuvo secuestrado al Gobierno y al Congreso de los Diputados. La reunión de los altos cargos de la Administración presidida por el director de la Seguridad del Estado Francisco Laína (que algunos denominan informalmente gobierno Laína) actuó en ausencia de ministros como un poder ejecutivo en contacto con el rey Juan Carlos I; de hecho, como único poder legítimo del Estado que permanecía funcionando aparte del judicial, dado que el Senado no llegó a reunirse y muchos senadores estaban también secuestrados en el edificio del Congreso.

## Regulación actual
La Ley 50/1997, de 27 de noviembre, del Gobierno, los define como «órganos superiores de la Administración General del Estado, directamente responsables de la ejecución de la acción del Gobierno en un sector de actividad específica de un Departamento o de la Presidencia del Gobierno. Actúan bajo la dirección del titular del Departamento al que pertenezcan. Cuando estén adscritos a la Presidencia del Gobierno, actúan bajo la dirección de Presidente. Asimismo, podrán ostentar por delegación expresa de sus respectivos ministros la representación de éstos en materias propias de su competencia, incluidas aquéllas con proyección internacional, sin perjuicio, en todo caso, de las normas que rigen las relaciones de España con otros Estados y con las Organizaciones internacionales».
Según el artículo 62 de la Ley 40/2015, de 1 de octubre, de Régimen Jurídico del Sector Público, «los secretarios de Estado dirigen y coordinan las Secretarías y Direcciones Generales situadas bajo su dependencia, y responden ante el ministro de la ejecución de los objetivos fijados para la Secretaría de Estado». A tal fin les corresponde:
- Ejercer las competencias sobre el sector de actividad administrativa asignado que les atribuya la norma de creación del órgano o que les delegue el ministro y desempeñar las relaciones externas de la Secretaría de Estado, salvo en los casos legalmente reservados al Ministro.
- Ejercer las competencias inherentes a su responsabilidad de dirección y, en particular, impulsar la consecución de los objetivos y la ejecución de los proyectos de su organización, controlando su cumplimiento, supervisando la actividad de los órganos directivos adscritos e impartiendo instrucciones a sus titulares.
- Nombrar y separar a los Subdirectores Generales de la Secretaría de Estado.
- Mantener las relaciones con los órganos de las comunidades autónomas competentes por razón de la materia.
- La autorización previa para contratar a los Organismos Autónomos adscritos a la Secretaría de Estado, por encima de una cuantía determinada, según lo previsto en la disposición transitoria tercera de la Ley de Contratos del Sector Público.
- Autorizar las comisiones de servicio con derecho a indemnización por cuantía exacta para los altos cargos dependientes de la Secretaría de Estado.
- Celebrar contratos relativos a asuntos de su Secretaría de Estado y los convenios no reservados al Ministro del que dependan, sin perjuicio de la correspondiente autorización cuando sea preceptiva.
- Conceder subvenciones y ayudas con cargo a los créditos de gasto propios de la Secretaría de Estado, con los límites establecidos por el titular del Departamento.
- Resolver los recursos que se interpongan contra las resoluciones de los órganos directivos que dependan directamente de él y cuyos actos no agoten la vía administrativa, así como los conflictos de atribuciones que se susciten entre dichos órganos.
- Administrar los créditos para gastos de los presupuestos del Ministerio por su materia propios de la Secretaría de Estado, aprobar las modificaciones presupuestarias de los mismos, aprobar y comprometer los gastos con cargo a aquellos créditos y reconocer las obligaciones económicas y proponer su pago en el marco del plan de disposición de fondos del Tesoro Público. Todo ello dentro de la cuantía que, en su caso, establezca el ministro al efecto y siempre que los referidos actos no sean competencia del Consejo de Ministros.
- Cualesquiera otras competencias que les atribuya la legislación en vigor.